# Diana Moș
Diana Asinefta Moș (* 1972 in Ploiești) ist eine rumänische Geigerin, Musikwissenschaftlerin und Rektorin der Nationalen Musikuniversität Bukarest.

## Werdegang
Moș begann ihr musikalische Ausbildung an der Violine während ihrer Schulzeit in Baia Mare. Nach ihrem Schulabschluss studierte sie in Bukarest an der Kunsthochschule „George Enescu“ bei Valeriu Rogacev, und dann an der Nationalen Musikuniversität Bukarest, wo sie sowohl einen Bachelor- als auch einen Master-Abschluss erhielt. 2005 wurde sie mit summa cum laude bei Nicolae Brănduş promoviert. Ihre musikalische Tätigkeit umfasst künstlerische Veranstaltungen, die sowohl als Solistin als auch als Mitglied von Kammerensembles bei nationalen und internationalen Festivals wie dem George Enescu Festival, dem Weltmusiktag, Warschauer Herbst und dem Brandenburgischen Fest der neuen Musik. Moș gibt Instrumental- und Kammerkonzerte mit verschiedenen Repertoires, die eine Affinität zu neuer, rumänischer und universeller Musik zeigt. Engagements führten sie bislang ins In- sowie Ausland. Moș erstellt Klangkompositionen, indem sie Aufnahmen von Werken wie Spheres von Dan Dediu und ihrem eigenen Werk Quanta erstellt und legte 2008 die Introducere în hermeneutica discursului muzical (Einführung in die Hermeneutik des musikalischen Diskurses) vor. Moș lehrte an der Buchmann-Mehta-Musikschule in Tel Aviv und gab internationale Meisterkurse bei den Wettbewerben der Jerusalem Academy of Music and Dance. Sie wirkte zudem als Konzertmeisterin und Violinistin bei der Philharmonischen Orchester „George Enescu“. Moș gewann 2010 das George-Enescu-Stipendium des Rumänischen Kulturinstituts für ein Praktikum an der Cité Internationale des Arts Paris. Seit 2016 ist sie Rektorin der Nationalen Musikuniversität Bukarest.

## Veröffentlichungen
- Introducere în hermeneutica discursului muzical, Editura UNMB, 2008.
- Semantics of Performance in Don Giovanni/Juan, Sonat Opera in due atti per violino e piano op. 53, by Dan Dediu, in: Musicology Today, Nr. 18, 2014.
- Pragmatica muzicală, in: Muzica nr. 3/2005.
- Introducere în hermeneutica discursului muzical, in: Muzica nr. 2/2002.